# Altomta
Altomta är en by i norra delen av Uppsala kommun, mellersta Uppland.
Altomta ligger cirka 4 km väster om Vattholma, i Tensta socken och är känt bland annat för rika fornlämningar, till exempel fornminnesområdet Årstahagen med bland annat en mängd bebyggelselämningar, beläget strax öster om byn. 
Altomta omtalas första gången 1355 ('i Adatompta'), och omfattade 1541-1569 3 mantal skatte. 1545-48 fanns här även en skatteutjord, lydande under kyrkoherden i Tensta.
I Altomta finns även Altomta gård, uppförd på 1760-talet av Carl Gustaf Ekeberg.
I Altomta möts länsvägarna C 700 och C 702.

## Bilder

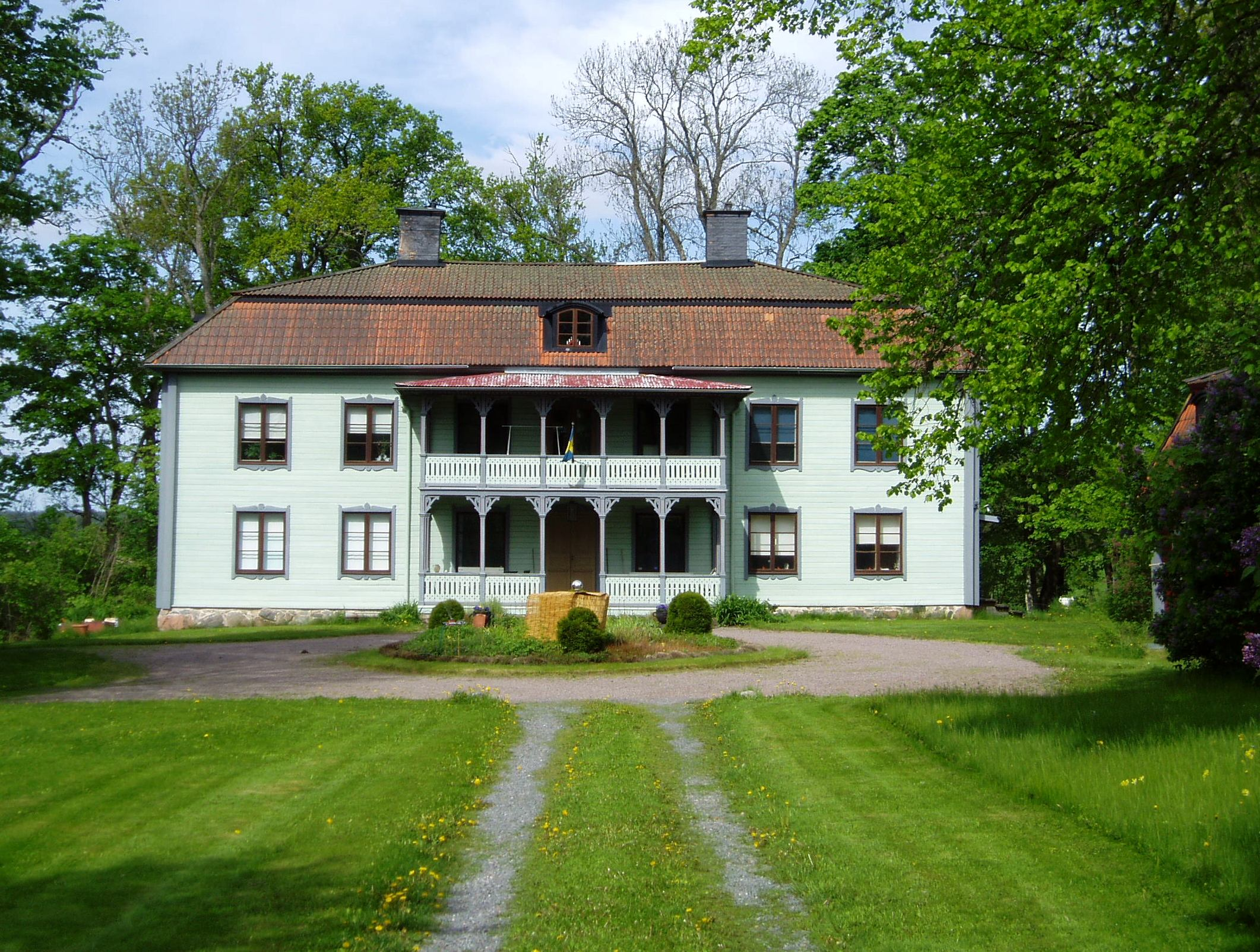
Huvudbyggnaden på Altomta gård.
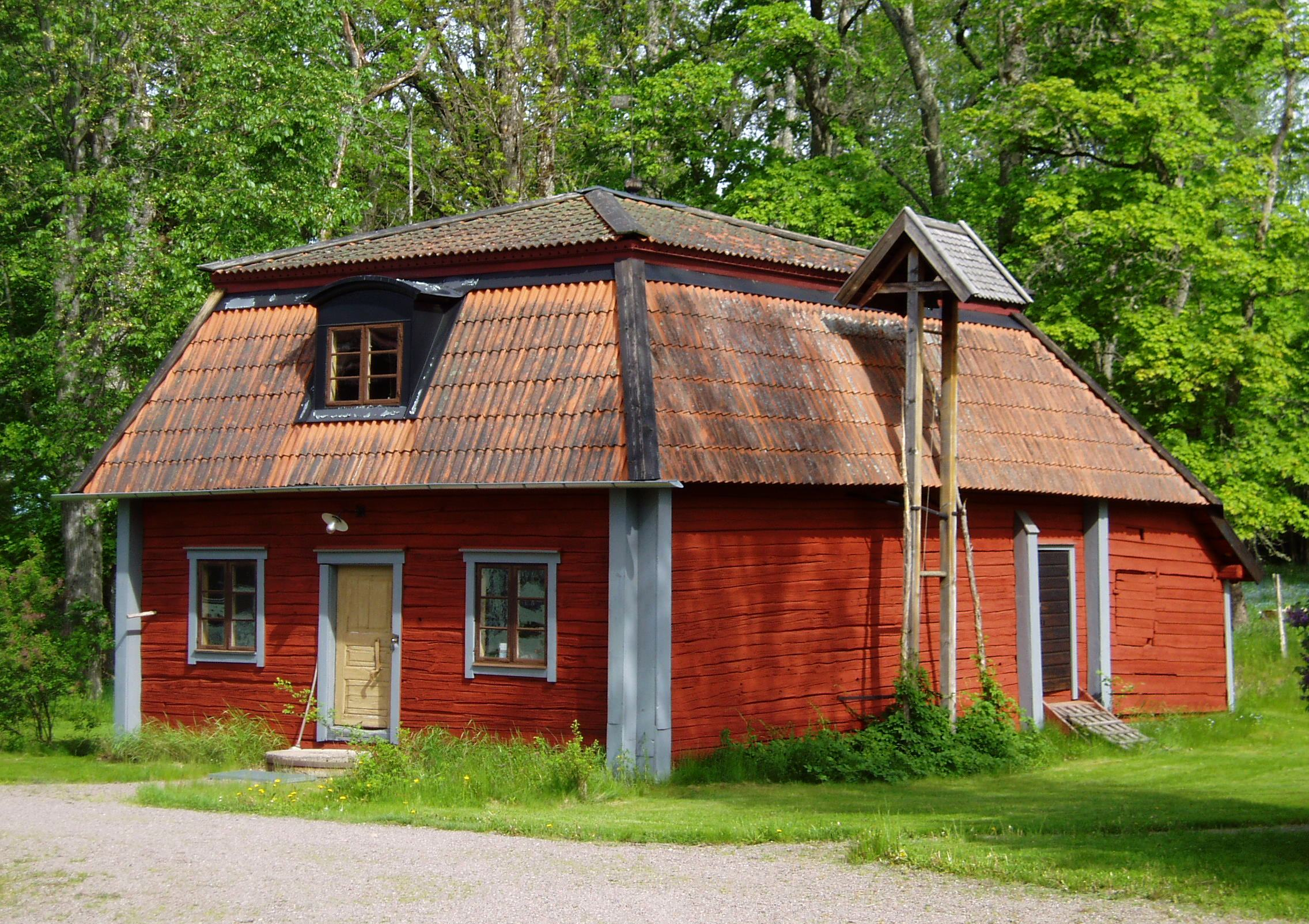
Flygel på Altomta gård.